# Psychotria scaberula
Psychotria scaberula är en måreväxtart som beskrevs av Elmer Drew Merrill. Psychotria scaberula ingår i släktet Psychotria och familjen måreväxter. Inga underarter finns listade i Catalogue of Life.